# خرفخانه‌های ابراهیم‌آباد
خرفخانه‌های ابراهیم‌آباد مربوط به دوره ساسانیان است و در شهرستان فیروزآباد، بخش میمند، دهستان خواجه‌ای، روستای ابراهیم‌آباد، شمال گاوداری آقای نصیری واقع شده و این اثر در تاریخ ۲۸ شهریور ۱۳۸۶ با شمارهٔ ثبت ۱۹۷۱۲ به‌عنوان یکی از آثار ملی ایران به ثبت رسیده است.